# Joranmyrtjärnen
Joranmyrtjärnen är en sjö i Storumans kommun i Lappland och ingår i Umeälvens huvudavrinningsområde. Sjön har en area på 0,123 kvadratkilometer och ligger 392,2 meter över havet.

## Delavrinningsområde
Joranmyrtjärnen ingår i det delavrinningsområde (720505-157646) som SMHI kallar för Inloppet i Yttre Joranträsket. Medelhöjden är 395 meter över havet och ytan är 13,8 kvadratkilometer. Det finns ett avrinningsområde uppströms, och räknas det in blir den ackumulerade arean 53,07 kvadratkilometer. Joranbäcken som avvattnar avrinningsområdet har biflödesordning 2, vilket innebär att vattnet flödar genom totalt 2 vattendrag innan det når havet efter 229 kilometer. Avrinningsområdet består mestadels av skog (81 procent). Avrinningsområdet har 0,53 kvadratkilometer vattenytor vilket ger det en sjöprocent på 4,4 procent.